# ダクグレイ県
ダクグレイ県（ダクグレイけん、ベトナム語：Huyện Đắk Glei?）は、ベトナム社会主義共和国コントゥム省の県。面積は1,495.26km²、人口は50,510人（2019年）である。

## 行政区画
1市鎮11社から構成される。